# Agrypon extensor
Agrypon extensor là một loài tò vò trong họ Ichneumonidae.